# 刘可法
刘可法（1568年—1637年），字谊季，號再龍，河南汝宁府光州商城县人，明朝政治人物。萬曆甲辰進士，天啟朝官至浙江巡撫。

## 生平
萬曆三十一年举人，三十二年（1604年）甲辰科進士。初授南京户部主事，升郎中。萬曆三十九年（1611年）任直隸松江府知府。次年丁忧。四十三年起补徽州府知府，四十七年升浙江按察副使。天啟元年（1621年），陞浙江右參政。天啟二年（1622年），陞浙江按察使。天啟五年（1625年）舉卓異，升浙江右布政使，同年五月，陞都察院右僉都御史、巡撫浙江。十一月，遭四川道御史王時英參劾其交結趙南星，方得以躥升，削籍為民。